# The Ways of Fate
The Ways of Fate é um filme mudo de romance curto norte-americano de 1913, dirigido e estrelado por Wallace Reid. Lon Chaney também aparece em seu segundo papel na tela. O filme agora é dado como perdido.

## Elenco
- Wallace Reid como Jim Conway
- Vivian Rich
- Pauline Bush
- Lon Chaney
- Murdock MacQuarrie